# Acalolepta paracervina
Acalolepta paracervina är en skalbaggsart som beskrevs av Stefan von Breuning 1972. Acalolepta paracervina ingår i släktet Acalolepta och familjen långhorningar. Inga underarter finns listade i Catalogue of Life.